# Deva Premal
Deva Premal, född 1970, är en sångerska född i Tyskland, hon har haft stora framgångar med mantrasånger inom New age-genren. Ofta samarbetar hon med sin livskamrat, Miten, de har gjort flera skivor tillsammans. Devas största hit är mantrasången Gayatri Mantra.